# Пак Кван Рьон
Пак Кван Рьон (кор. 박광룡, нар. 27 вересня 1992, Пхеньян) — північнокорейський футболіст, нападник клубу «Беллінцона» та національної збірної КНДР.
Чемпіон Швейцарії. Володар Кубка Швейцарії.

## Клубна кар'єра
У дорослому футболі дебютував 2010 року виступами за північнокорейську команду «Волмідо».
2011 року перебрався до Швейцарії, де став гравцем клубу «Віль». У складі цієї команди в офіційних матчах так й не дебютував, натомість того ж року перейшов до «Базеля», у складі якого грав за молодіжну команду та провів 13 матчів за головну команду клубу.
Наприкінці 2012 року лави «Базеля» поповнило відразу декілька гравців атакувальної ланки, тож керівництво клубу вирішило віддати молодого північнокорейського нападника в оренду до іншої команди, в якій він міг би мати постійну ігрову практику. 11 січня 2013 року новим клубом футболіста стала «Беллінцона», команда другого за силою швейцарського дивізіону.

## Виступи за збірну
2009 року дебютував в офіційних матчах у складі національної збірної КНДР. Наразі провів у формі головної команди країни 12 матчів, забивши 3 голи.

## Титули і досягнення
- Володар Кубка виклику АФК: 2010, 2012
- Чемпіон Швейцарії (1):

«Базель»:  2011–12
- Володар Кубка Швейцарії (1):

«Базель»:  2011-12
- Володар Кубка Ліхтенштейну (1):

«Вадуц»:  2013-14
- Срібний призер Азійських ігор: 2014